# Joseph Marie Terray
Joseph Marie Terray (Boën-sur-Lignon, 9 dicembre 1715 – Parigi, 18 febbraio 1778) è stato un abate e politico francese.

## Biografia

### Origini
Joseph Marie Terray apparteneva ad una famiglia di recente ricchezza: il padre, Jean Antonine Terray, era direttore preposto alle gabelle di Lione e lo zio, François Terray de Rosières, archiatra personale della Duchessa d'Orleans, Elisabetta Carlotta del Palatinato, si era arricchito enormemente a seguito del Sistema di Law. Grazie al supporto dello zio,  Terray entrò nel clero e nel 1736 divenne consigliere presso il Parlamento di Parigi. 

### Controllore generale delle finanze
Distintosi per la competenza nelle questioni finanziarie ed economiche, fu nominato abate in commenda della ricca abbazia di Molesme ed ottenne l'attenzione del Cancelliere e Guardasigilli René Nicolas de Maupeou il quale, nel dicembre 1769, suggerì a Luigi XV di nominare Terray come Contrôleur général des finances.
In veste di Controllore generale delle finanze, si distinse non solo nell'aiuto fornito ai partigiani della fazione vicina agli interessi di Madame du Barry ma anche per la sua risoluta opposizione ad ogni intervento militare francese contro la Gran Bretagna, argomentando che lo stato delle finanze reali fosse così deteriorato da non poter sostenere alcuno sforzo bellico ed ottenendo, in tal modo, l'ostilità del guerrafondaio primo ministro (nonché ministro degli esteri) Étienne François de Choiseul. 
Nel dicembre 1770, Luigi XV decise di rimuovere Choiseul e si affidò ad un triunvirato composto da Maupeou, Terray e dal Duca d'Aiguillon, rispettivamente ai posti di primo ministro e guardasigilli, controllore generale e ministro della marina e ministro degli esteri.
(Alfred Cobban, Storia della Francia, pag. 94.)
Allo scopo di ridurre il deficit e di fornire un sollievo al tesoro, Terray impose misure draconiane: ridusse drasticamente le pensioni superiori a 600 livres, convertì le tontine in obbligazioni di lungo termine a tassi inferiori, sospese il pagamento degli interessi e richiese prestiti forzosi. Non essendo sufficiente, Terray scrisse a Maupeou e ad al Re che occorreva anche una drastica riforma del sistema tributario, la cui implementazione era stata bloccata nel 1749 dal Parlamento di Parigi. 
A seguito della sospensione del Parlamento di Parigi decretata dal Re su suggerimento di Maupeou, Terray impose ulteriori riforme finanziarie: varò l'ordinanza di Machault del 1749 che riformava la riscossione della vingtiéme (imposta pari al 5 % del reddito) su basi più eque, ridusse i privilegi fiscali dei pays d'etats, riorganizzò l'esazione dell'imposta di capitazione a Parigi (riuscendo a raddoppiare i ricavi) e rinegoziò il contratto di appalto per la riscossione delle imposte indirette con i farmiers géneraux, ottenendo un extragettito di venti milioni annui. I provvedimenti consentirono una fase di respiro per il bilancio francese, tanto che la spesa per interessi si attestò ad appena 93 milioni di livres nel 1774. 
L'operato di Terray fu accolto da aspre polemiche: la riduzione delle pensioni e dei privilegi connessi ai pays d'etats alienò il sostegno della nobiltà, le misure di consolidamento del debito pubblico ridussero drasticamente i profitti della classe mercantile, i decreti di limitazione del libero commercio del grano, in congiunzione ad una fase di cattivi raccolti e ad aumenti dei prezzi del pane, provocarono un diffuso malcontento popolare.

### Ritiro a vita privata e morte
Al malcontento popolare non fu estranea la propaganda dei parlamenti disciolti che non esitò a dipingere Terray e Luigi XV come dei sinistri monopolisti, dediti ad affamare il popolo per il proprio profitto personale. 
Infatti, alla morte di Luigi XV nel maggio 1774, il suo successore, il nipote Luigi XVI, si inchinò alle pressioni generali e licenziò Maurepou e Terray. Ritiratosi a vita privata, Terray morì a Parigi il 18 febbraio 1778.